# 圖勃朗山

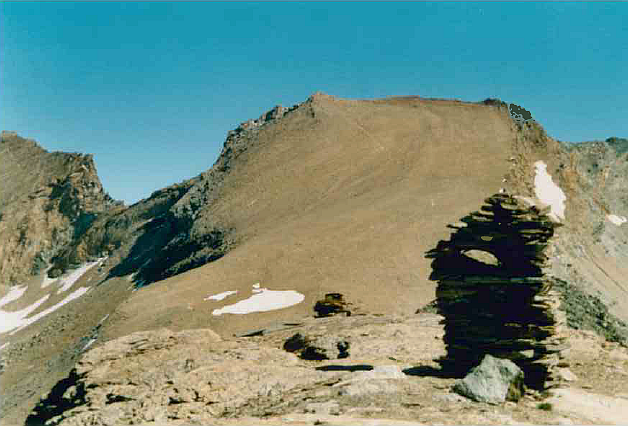

45°31′20″N 7°08′53″E / 45.52226°N 7.14803°E
圖勃朗山（義大利語：Mont Taou Blanc），是意大利的山峰，位於該國西北部，由瓦萊達奧斯塔大區負責管轄，屬於格拉耶山的一部分，該山峰海拔高度為3,438米。